# 1976 في إسرائيل
فيما يلي قوائم الأحداث التي وقعت خلال عام 1976 في إسرائيل.

## سياسة

### تعيين في المنصب
- 27 يناير – شولاميت ألوني عضو الكنيست [الإنجليزية]‏.
- 8 يونيو – سيف الدين الزعبي عضو الكنيست [الإنجليزية]‏.

### انتهاء فترة المنصب
- 27 يناير – شولاميت ألوني عضو الكنيست [الإنجليزية]‏.
- 8 يونيو – سيف الدين الزعبي عضو الكنيست [الإنجليزية]‏.

## مواليد

### يناير
- 1 يناير – تاليا فهيمة
- 24 يناير – عباس صوان لاعب كرة قدم إسرائيلي.

### فبراير
- 17 فبراير – تيم حسن ممثل سوري.

### مارس
- 15 مارس – أمير أوحانا سياسي إسرائيلي.

### أبريل
- 18 أبريل – لمى خاطر
- 29 أبريل – تمار زاندبرغ سياسية إسرائيلية.

### مايو
- 7 مايو – أيليت شكد سياسية إسرائيلية.
- 12 مايو – يهيل شيرمان

### يونيو
- 1 يونيو – جوانا ملاح مغنية لبنانية.
- 22 يونيو – يوسف سويد

### نوفمبر
- 8 نوفمبر – ليور نركيس مغني إسرائيلي.

### ديسمبر
- 29 ديسمبر – كلارا خوري

## وفيات

### سبتمبر
- 30 سبتمبر – فؤاد نصار (مواليد 1914)